# Committee for Skeptical Inquiry

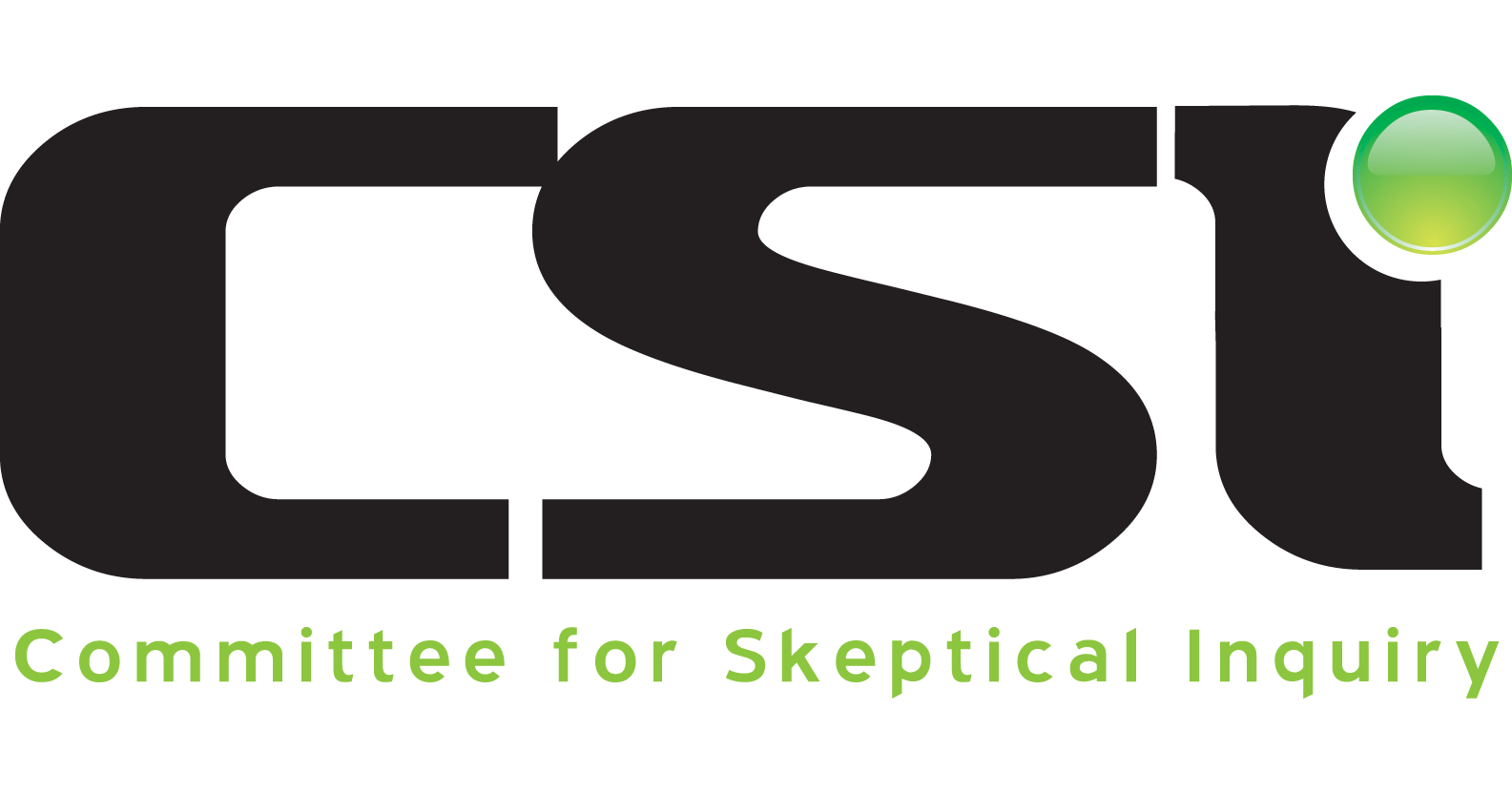
Logo des CSI.

Das Committee for Skeptical Inquiry (CSI; bis Ende November 2006 lautete der Name Committee for the Scientific Investigation of Claims of the Paranormal, CSICOP) ist eine in den USA angesiedelte, international arbeitende Organisation der Skeptikerbewegung. Die Vereinigung mit Sitz in Amherst (New York) wurde 1976 von Paul Kurtz gegründet, um einer ihrer Ansicht nach unkritischen Akzeptanz und Unterstützung paranormaler Behauptungen sowohl durch die Medien als auch die Gesellschaft im Allgemeinen entgegenzuwirken. Weitere Gründungsmitglieder waren James Randi, Ray Hyman, Marcello Truzzi, Martin Gardner, Carl Sagan, Isaac Asimov, B.F. Skinner und Philip J. Klass.

## Ziele
Die CSI wurde mit dem Ziel gegründet, um „die kritische Erforschung paranormaler und grenzwissenschaftlicher Behauptungen aus einer verantwortungsvollen wissenschaftlichen Sicht zu fördern und sachliche Informationen über die Ergebnisse solcher Forschungen in der wissenschaftlichen Gemeinschaft und die Öffentlichkeit zu verbreiten“.
Ziele:
1. Ein Netzwerk von Leuten betreiben, die sich für skeptisches Denken und paranormale Behauptungen interessieren
2. Eine Bibliographie von bereits veröffentlichten Werken erstellen, die solche Behauptungen untersuchen
3. Objektive und unparteiische Untersuchung von Gebieten, in denen ein solches Vorgehen auch nötig ist
4. Treffen und Meetings betreiben
5. Artikel veröffentlichen, die sich mit paranormalen Behauptungen beschäftigen und diese untersuchen
6. Herausgabe einer Zeitschrift, die sich mit paranormalen Behauptungen befasst (Skeptical Inquirer)
7. Keine Voreingenommenheit gegenüber Parawissenschaften haben, sondern eine objektive Untersuchung dieser erstreben.[2]

Die CSI hat zahlreiche derartige Themenbereiche untersucht. Hierbei reicht das Spektrum von Bigfoot über UFO-Beobachtungen, Astrologie und Alternativmedizin bis hin zu religiösen Kulten.

## Vernetzung
Das Komitee ist eine Unterorganisation des Center for Inquiry, das laut einer Ankündigung im Januar 2016 mit der Richard Dawkins Foundation for Reason and Science vereinigt wird.
Seine praktischen Ziele und ideologische Ausrichtung teilen die Skeptics Society, die James Randi Educational Foundation und viele kleinere regional-amerikanische sowie nationale Skeptiker-Organisationen in anderen Ländern. Viele dieser anderen Skeptikergruppen, darunter die Gesellschaft zur wissenschaftlichen Untersuchung von Parawissenschaften (GWUP), sind formal mit CSI assoziiert. CSI ist ein Mitglied der Internationalen Humanistischen und Ethischen Union und unterstützt die Amsterdam-Deklaration zu den Prinzipien des Säkularen Humanismus.

## Regelmäßige Publikationen
CSI publiziert sechsmal im Jahr das Journal Skeptical Inquirer.

## Weitere bekannte CSI-Mitglieder (ehemalige und aktive)
- George O. Abell
- Susan Blackmore
- Bart J. Bok
- Jan Harold Brunvand
- Mario Bunge
- Milbourne Christopher
- Francis Crick
- Manfred Cuntz
- Richard Dawkins
- L. Sprague de Camp
- Cornelis de Jager
- Daniel Dennett
- Ann Druyan
- Antony Flew
- Kendrick Frazier
- Murray Gell-Mann
- Stephen Jay Gould
- Douglas Hofstadter
- Gerald Holton
- Larry Kusche
- Leon Lederman
- Elizabeth Loftus
- John Maddox
- David Marks
- Kenneth Miller[5]
- Marvin Minsky
- Richard A. Muller
- Joe Nickell
- Bill Nye
- James Oberg
- Paul Offit
- Robert L. Park
- John Allen Paulos
- Massimo Pigliucci
- Steven Pinker
- W. V. Quine
- Eugenie Scott
- Glenn T. Seaborg
- Thomas Sebeok
- Robert Sheaffer
- Dick Smith
- Victor J. Stenger
- Jill Tarter
- Carol Tavris
- Stephen Toulmin
- Neil deGrasse Tyson
- Marilyn vos Savant
- Steven Weinberg
- Edward O. Wilson
- Richard Wiseman